# Як стати знаменитим
«Як стати знаменитим» — радянський художній фільм 1984 року, знятий режисером Іоном Скутельником на кіностудії «Молдова-фільм».

## Сюжет
Талановитий винахідник та раціоналізатор — випускник школи Петру Чиримпей — залишається працювати у рідному селі. Герой мріє стати знаменитим і колись все ж таки підкорити серце колишньої однокласниці Лучії Бостон, в яку закоханий зоотехнік Шаптебой. Петру вдається і те, й інше, і фільм завершується весіллям відомого на всю округу винахідника та красуні Лучії.

## У ролях
- Серджіу Продан — Петру
- Олена Бєляк — Лучія
- Сергій Варчук — другорядна роль
- Євгенія Тудорашку — другорядна роль
- Володя Мельник — другорядна роль
- Андрій Нестеров — другорядна роль
- Ролан Новицький — Максимка
- Марія Сагайдак — дружина голови колгоспу
- Світа Шерматова — другорядна роль
- Сергій Шпилевський — другорядна роль
- Аурелія Корецька — другорядна роль
- Світлана Тома — другорядна роль
- Васіле Зубку-Кодряну — другорядна роль
- Костянтин Константинов — другорядна роль
- Грігоре Грігоріу — другорядна роль
- Борис Гітін — голова
- Думітру Фусу — другорядна роль
- Валеріу Казаку — другорядна роль
- Дорел Богуце — другорядна роль
- Нінела Каранфіл — журналістка
- Міхай Курагеу — другорядна роль
- Павло Андрейченко — другорядна роль
- Іон Аракелу — другорядна роль
- Михайло Бадікяну — другорядна роль
- Вікторія Гімпу — епізод
- Штефан Петраке — естрадний співак
- Вадим Продан — епізод

## Знімальна група
- Режисер — Іон Скутельник
- Сценарист — Костянтин Шишкан
- Оператор — Валентин Бєлоногов
- Композитор — Євген Дога
- Художник — Микола Слюсар